# Arròca de Sèrra
L'Arròca de Sèrra és una serra situada al municipi d'Es Bòrdes a la Vall d'Aran, amb una elevació màxima de 1.083 metres.